# Caesaromagus

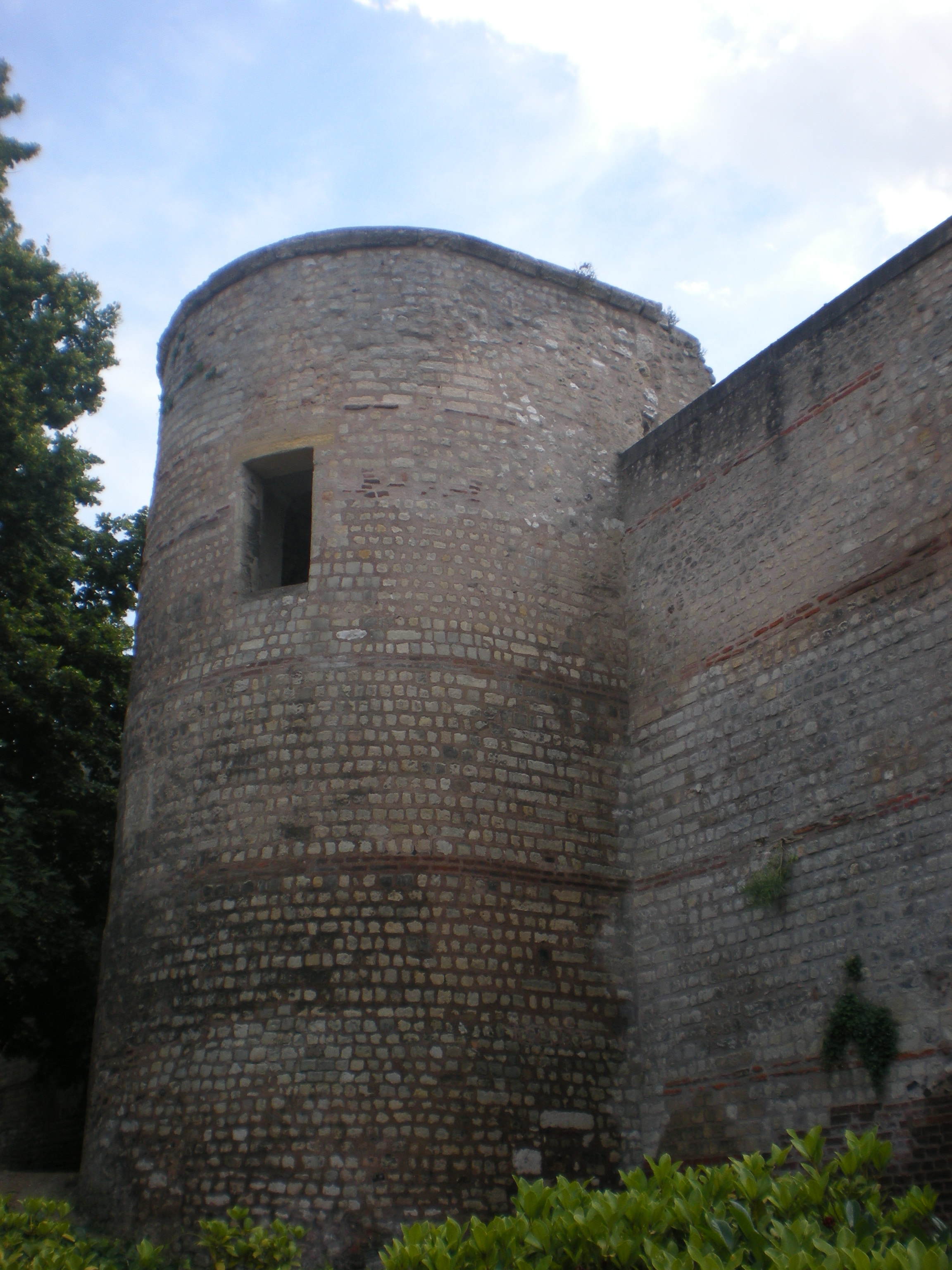
Romeinse vestingswerken in Caesaromagus (het huidige Beauvais)

Caesaromagus is de antieke naam van de huidige stad Beauvais in het departement van de Oise. De plaats werd als Romeinse stad in Gallië gesticht. Caesaromagus was de hoofdstad van de civitas van de Bellovaci. Lange tijd werd aangenomen dat de stad was ontstaan uit Bratuspantium, dat in Gaius Julius Caesars De bello Gallico wordt genoemd als oppidum van de Bellovaci. Caesaromagus lijkt echter later, onder het bewind van keizer Augustus door de Romeinen gesticht te zijn. Er zijn tot nu toe geen resten van een eerdere Keltische nederzetting aangetroffen, zoals wel is gebeurd in Vendeuil-Caply en Bailleul-sur-Thérain. Ook zijn er geen pre-Romeinse vestingswerken gevonden. 
Caesaromagus had loodrecht kruisende straten. Archeologen hebben een badcomplex uit de tweede eeuw, woningen van rijke burgers (inclusief hypocaustum) en in het noorden van de stad een tempel gevonden. Een structuur van ronde gebouwen, uit de late 2e of het begin van de 3e eeuw, waarvan de functie onduidelijk is, behoorde misschien tot de openbare gebouwen. Buiten de stad lagen uitgebreide necropolissen. Het forum, het theater en het circus zijn nog niet gelokaliseerd.
'Casaromagus' komt voor op de Tabula Peutingeriana, de Romeinse wegenkaart uit de 3e-4e eeuw. Bij een zware plundering rond 275, vermoedelijk na de val van het Gallische keizerrijk, werd de stad vernietigd. Daarna werd de stad weer opgebouwd en, om herhaling te voorkomen, nu omgeven met stadsmuren. Het grondgebied van de nieuwe, ommuurde stad was echter nog maar een tiende van dat van de oude stad. Rond deze tijd was er al een bisschop in de stad actief. Rond 328 bracht keizer Constantijn de Grote een bezoek aan de stad, waar veel van zijn gepensioneerde soldaten woonden.

## Voetnoten
1. ↑  Gaius Julius Caesar: De bello Gallico 2.13.
2. ↑  Caesaromagus in de Tabula Peutingeriana. Gearchiveerd op 4 oktober 2022.

## Externe bron
- Richard Stilwell e.a, The Princeton Encyclopedia of Classical Sites, Caesaromagus